# Серебряков, Яков Михайлович
Яков Михайлович Серебряков (1823 — 8 мая 1911, Таганрог) — купец 1-й гильдии, промышленник, основатель Омской табачной фабрики.

## Биография
Родился Яков Серебряков в 1823 году.
Начал свою деятельность «мальчиком» в армянском мануфактурном магазине, вскоре открыл собственный магазин «Богатырь».
У Серебрякова всегда были лучшие товары из-за границы, поэтому даже из Ростова приезжали модницы посетить его магазины и купить там мануфактуру. Во многом благодаря Серебрякову в погоне за модами Таганрог опережал все другие города России, кроме разве что столиц. Одевались тогда в Таганроге «модно и со вкусом…».

### Омская табачная фабрика
В конце XIX века Яков Серебряков приехал в Омск вместе с сыном Георгием. К тому времени в городе существовала табачная фабрика Ивана Петровича Протормаса на улице Семинарской (современной улице Маршала Жукова), открытая в 1893 году. Тот пытался наладить сбыт табака из южных районов Российской империи и Турции, собственный омский табак вырастал низкокачественный и подходил только для самосада.
Серебряков в 1897 году выкупил фабрику и назначил управляющим сына. За 5-7 лет Серебряковы стали одним из крупнейших производителей табака в России и самым крупным в Сибири. В 1901 году фабрика расширилась, для чего на Варламовской улице (ныне ул. Декабристов) было построено новое здание фабрики в архитектурных тенденциях эпохи — с узорной кирпичной кладкой, арками Монье.
Серебряковы торговали табаком дешёвых сортов и размещали киоски на железнодорожных станциях вдоль Транссиба. В Омске работал фирменный магазин на Дворцовой улице в доме Е. Г. Батюшкиной. Привлекательность фирме Серебряковых создавала отдельная продажа гильз для папирос и табака для самостоятельной набивки, который упаковывался «в красивые жестяные коробки с фирменным рисунком возлежащей дамы. На крышке было написано „Фабрика Серебрякова в Омске и Томске“, где у Серебрякова было представительство. А на первой Западно-Сибирской торговой выставке 1911 года коммерсант в качестве презента изготовил фирменную пепельницу», рассказывает историк-краевед Александр Лосунов.
К 1914 году капитал табачного предприятия вырос с 250 до 300 тыс. рублей, после модернизации в 1904 году, когда прошла механизация, производство удвоилось до 8 тыс. пудов табака в год вместо 4,4 тыс. пудов. На фабрике было занято 120—130 рабочих.

### Общественная деятельность
За честность и аккуратность в делах Серебряков пользовался большим уважением в купеческих кругах, хотя ходила молва, что он нажил свой капитал сбытом в Сибири фальшивых денег, получаемых через купцов — ростовского А. Халибова и таганрогского М. Вальяно. Но доказательств этого нет.
Серебряков неоднократно избирался членом гор. думы, был активным участником многих благотворительных обществ. Пожертвовал под строительство Армянской церкви принадлежавший ему участок земли. Способствовал приезду в Таганрог художника Айвазовского.
Умер 8 мая 1911 года после тяжелой болезни в возрасте 88 лет.

## Семья
Сын — Георгий Яковлевич Серебряков (1867 — после 1921), омский купец 1-й гильдии, личный почётный гражданин Омска.